# Jens Peter Rønholt
Jens Peter Rønholt (født 8. april 1939) er en dansk major af reserven og tidligere politiker, der var medlem af Folketinget for Det Konservative Folkeparti i Haderslevkredsen (Sønderjyllands Amtskreds) fra 1984 til 1994.
Rønholt har realeksamen fra Haslev Gymnasium i 1955 og blev landbrugsuddannet i Danmark og Storbritannien i 1958. 
Han blev gårdejer i Hammelev i 1962. Han har gennem årtier drevet landbrug med bl.a. ægproduktion, og har også organisatorisk beskæftiget sig med landbrugsforhold som bestyrelsesformand i Danæg, formand for Dansk Fjerkræråd og medlem af Landbrugsraadet. Han er desuden major af reserven ved Gardehusarregimentet.
Han blev i 1983 folketingskandidat i Haderslevkredsen og blev valgt året efter. Rønholt sad frem til 1994, dog med en kort afbrydelse 1987-1988. Som folketingsmedlem beskæftigede han sig bl.a. med landbrugs-, miljø- og forsvarspolitik. 
I 1990 blev han upopulær i egne rækker, fordi han talte imod regeringens forslag om etableringen af landbrugsfonde.